# 青柳佑芽
青柳 佑芽（あおやぎ ゆめ、2001年10月26日 - ）は、日本の女性アイドルで、女性アイドルグループ・アップアップガールズ（仮）のメンバー。愛称はゆめみー。メンバーカラーは紫。
神奈川県出身。血液型B型。身長154.5cm。YU-M エンターテインメント所属。

## 来歴
2020年
- 「アップアップガールズ（仮）2020 新メンバーオーディション」に合格し、12月17日、アップアップガールズ（仮）への加入が発表された[4][5]。

2022年
- 4月より、BSフジ『彼女が言いたかったのは、たぶん、こんな言葉たち』に出演[6][7]。

2025年
- 3月24日、所属するアップアップガールズ(仮）が5人のメンバー中4人が卒業すると発表。唯一残るメンバーとなる[8]。
- 4月29日、個人のYouTubeチャンネル「成人女児」の開設を発表[9]。
- 6月12日、「シャインポスト Be Your アイドル!」で個人チャンネルで初めてのゲーム実況配信をする[10]。

## 人物
- 特技は、文章を書くこと、速読、般若心経[2]。
- 趣味は、読書、写真、アイドルを応援すること、ツインテール[2]。
- 高校時代は写真部に所属しており、カメラはEOS 80Dを愛用[11]。
- TIF2022のTIFカメラ部フォトコンテストで、≒JOYの天野香乃愛を撮影した写真で優勝[12]する。翌年TIF2023の同コンテストでもPIGGSのSHELLMEを撮影した写真で優勝[13]し、2連覇となる。
- 稼いだお金をすべてアイドルのために使い、その金額の多さからフジテレビ『アウト×デラックス』に出演[14]。
- 憧れの存在は、SUPER☆GiRLSの阿部夢梨と、=LOVEの音嶋莉沙[15]。
- アップアップガールズ（仮）で好きな楽曲は「メチャキュン♡サマー ( ´ ▽ ` )ノ」[15]。
- メンバーの鈴木芽生菜は、オーディション時にトイレで泣いていたことを悟られ青柳に心配されたことから、人を気遣って、人のことをちゃんと見られる子なので、青柳はオーディションに受かるだろうと思っていた[16]。

## 出演

### バラエティ番組
- アウト×デラックス（2021年11月4日、フジテレビ）[14][17]
- 彼女が言いたかったのは、たぶん、こんな言葉たち（2022年4月11日・6月13日、BSフジ）[6][7]
- プレミアの巣窟（2022年7月23日、フジテレビ） - TIF2022 PR大使[18]
- iの流儀（2022年10月11日 - 12月9日 、テレビ東京） - 聞き手[19][20]
- デタラメ賛（2022年10月29日、フジテレビ）[21]
- ねる、取材行ってきます ～TOKYO アイドルタイムズ～（2023年8月27日、フジテレビ）[22]

### テレビドラマ
- ワタシってサバサバしてるから2（2025年2月5日 - 3月5日、BSプレミアム4K 、2025年5月5日 - 6月5日、NHK総合）　- 生徒役[23]

### ネット配信
- ABEMA BOATRACE SPACE『クロちゃんとクルーちゃん2nd』（2023年4月7日 - 2024年3月29日、ABEMA BOATRACEチャンネル） - ボートレースガールズ（クルーちゃん）[24][25]
- ABEMA BOATRACE COLORS『クロクルパレット』（2024年4月5日 - 、ABEMA BOATRACEチャンネル） - 同上
- ABEMA BOATRACE COLORS『ときめきファンファーレ』（2025年5月30日、 ABEMA BOATRACEチャンネル）- 準レギュラー[26]

### イベント
- ときどき、カメラ部。トークイベント（2022年11月16日、秋葉原 和堂） - ゲスト[27]

### アニメ
- ワッチャプリマジ! 第39話（2022年7月17日、テレビ東京系列各局） - 撮影スタッフ 役[28]